# Finansbubbla
En finansbubbla eller finansiell bubbla är en situation när det pris som personer betalar för finansiella tillgångar, till exempel aktier eller fastigheter, överstiger det reella värdet på tillgången ifråga, d.v.s. det värde som tillgången har om man ser till de inkomster som tillgången realistiskt sett kan generera. 
Finansbubblor uppstår genom att aktörerna på marknaden har orealistiska förväntningar om de inkomster som den finansiella tillgången kan generera, och därför är beredd att betala ett orealistiskt högt pris på tillgången. En finansbubbla kännetecknas av snabbt stigande priser på den finansiella tillgången, och aktörerna gör i början snabba vinster. För att finansbubblan skall kunna fortsätta att växa krävs ett ständigt inflöde av nytt kapital, som driver priserna uppåt. När inflödet av kapital minskar stagnerar priset, och det är fler som vill sälja än köpa. Det är nu spekulationsbubblan spricker. Tillgångarna överstiger då efterfrågan, och priset på den finansiella tillgången börjar sjunka allt snabbare. Luften går ur den finansiella bubblan. Värdet på tillgången sjunker ner till det reella värdet, som ibland endast är någon procent eller promille av värdet när priset var som högst.
Följden av en finansbubbla beror på hur stor och omfattande bubblan är. En stor bubbla kan leda till börskrasch och ekonomisk kollaps för ett helt land. Förlorarna är främst de som kom in i slutskedet av prisuppgången, innan bubblan sprack. De har betalat det högsta priset, och förlorar mest när priset rasar. Samtidigt är de också vanligen obenägna att sälja tillgången, just därför att de har betalat ett så högt pris och vet hur mycket de kommer att förlora. De har ett desperat hopp om att priset skall stiga igen, men detta inträffar sällan.[källa behövs]